# Іванов Герасим Іванович
Герасим Іванович Іванов (нар. 27 лютого 1905, село Тюмерово Цивільського повіту Казанської губернії, тепер Чувашія, Російська Федерація — розстріляний 23 лютого 1939, Москва, Російська Федерація) — радянський партійний діяч, 1-й секретар Чуваського обласного ВКП(б). Депутат Верховної Ради СРСР 1-го скликання.

## Біографія
Народився у родині селянина-бідняка. У 1918 році закінчив двокласну школу в селі Яншихово-Норваші Цивільського повіту Казанської губернії. У 1918—1921 роках — учень педагогічного технікуму селища Шихрани Цивільського повіту. У 1920 році вступив до комсомолу.
У травні 1921 — лютому 1923 р. — селянин у господарстві батьків у селі Тюмерово. У лютому — червні 1923 р. — курсант радянської партійної школи 1-го ступеня у місті Цивільську Чуваської автономної області. У червні — жовтні 1923 р. — селянин у власному господарстві у селі Тюмерово. У жовтні 1923 — липні 1925 р. — курсант радянської партійної школи 2-го ступеня у місті Чебоксари Чуваської автономної області.
Член РКП(б) з липня 1925 року.
У липні — жовтні 1925 р. — завідувач політпросвітвідділу Цивільського повітового комітету ВЛКСМ.
У листопаді 1925 — лютому 1926 р. — голова Тюмеровського волосного виконавчого комітету і волосний партійний організатор у селі Тюмерово Чуваської АРСР.
У лютому — жовтні 1926 р. — інструктор організаційного відділу Цивільського повітового комітету ВКП(б).
У жовтні 1926 — вересні 1927 р. — секретар Цивільського повітового комітету ВЛКСМ Чуваської АРСР.
У жовтні 1927 — липні 1928 р. — агітпропорганізатор і заступник секретаря Ібресінського районного комітету ВКП(б) Чуваської АРСР. У серпні 1928 — серпні 1929 р. — агітпропорганізатор і заступник секретаря Чебоксарського міськрайонного комітету ВКП(б) Чуваської АРСР.
У вересні 1929 — січні 1932 р. — студент Всесоюзного комуністичного сільськогосподарського університету імені Сталіна у Ленінграді.
У 1932 — липні 1933 р. — пропагандист пропагандистської групи ЦК ВКП(б) у місті Чебоксарах Чуваської АРСР.
У серпні 1933 — січні 1937 р. — 1-й секретар Ядринського районного комітету ВКП(б) Чуваської АРСР.
У січні — вересні 1937 р. — завідувач відділу керівних партійних органів Чуваського обласного комітету ВКП(б).
У вересні — листопаді 1937 р. — 2-й секретар Чуваського обласного комітету ВКП(б).
14 листопада 1937 — 17 вересня 1938 р. — 1-й секретар Чуваського обласного комітету ВКП(б).
27 жовтня 1938 року заарештований органами НКВС. 23 лютого 1939 розстріляний та похований на Донському кладовищі міста Москви. Реабілітований 9 квітня 1955 року.